# Devin Davis (baloncestista de 1974)
Devin Lavall Davis Monroe (Miami, Florida; 24 de diciembre de 1974) es un exjugador de baloncesto profesional de nacionalidad estadounidense y con pasaporte español cuya mayor parte de su carrera deportiva transcurrió en clubes de España, principalmente en el Breogán, con el cual jugó en la primera y en la segunda categoría. También actuó en Filipinas, Rusia, México, Argentina y Uruguay, y en la Continental Basketball Association de su país como miembro de los Idaho Stampede. Con 2,00 metros de altura, ocupaba la posición de ala-pívot.

## Trayectoria deportiva

### Clubes
| Club                        | País           | Año         |
| --------------------------- | -------------- | ----------- |
| Idaho Stampede              | Estados Unidos | 1997 - 1998 |
| CB Ciudad de Huelva         | España         | 1998        |
| Alaska Milkmen              | Filipinas      | 1998        |
| CB Gran Canaria             | España         | 1998 - 1999 |
| Alaska Milkmen              | Filipinas      | 1999        |
| Leche Río Breogan           | España         | 1999 - 2004 |
| BC Dinamo San Petersburgo   | Rusia          | 2004 - 2005 |
| Winterthur FC Barcelona     | España         | 2005        |
| Forum Valladolid            | España         | 2005 - 2006 |
| Bruesa GBC                  | España         | 2006 - 2007 |
| Leche Río Breogan           | España         | 2007 - 2008 |
| Ayuda en Acción Fuenlabrada | España         | 2010        |
| Soles de Mexicali           | México         | 2010 - 2011 |
| Weber Bahía Estudiantes     | Argentina      | 2011        |
| Aguada                      | Uruguay        | 2011        |
| Gimnasia Indalo             | Argentina      | 2012        |
| Weber Bahía Estudiantes     | Argentina      | 2013        |

## Palmarés
En su carrera ACB, destacan sus 3 nominaciones como Jugador de la Semana.